# Badumna insignis
Badumna insignis là một loài nhện trong họ Desidae.